# Baumgarten am Tullnerfeld
Baumgarten am Tullnerfeld (auch Baumgarten am Tullnerfelde) ist eine Ortschaft und eine Katastralgemeinde der Marktgemeinde  Judenau-Baumgarten im Bezirk Tulln in Niederösterreich. Die Ortschaft hat 902 Einwohner (Stand 1. Jänner 2024). Bis Ende 1967 war Baumgarten am Tullnerfeld eine eigenständige Gemeinde.

## Geografie
Das Dorf liegt östlich von Judenau und an der Kleinen Tulln, die mitten durch den Ort fließt. Durch den Ort führt die Landesstraße L118.

## Geschichte
Im Jahr 1822 wurde der Ort als Dorf mit 63 Häusern genannt, das nach Freundorf eingepfarrt war, wohin auch die Kinder eingeschult wurden. Die Herrschaft Seiffenstein besaß die Ortsobrigkeit, die Herrschaft Neulengbach und das Magistrat Tulln übten die Landgerichtsbarkeit aus und die Herrschaft Judenau besorgte die Konskription. Die Untertanen und Grundholde des Ortes gehörten den Herrschaften Seiffenstein und Mauerbach sowie der Pfarre Tulln und den Minoriten in Wien.
Laut Adressbuch von Österreich waren im Jahr 1938 in der Ortsgemeinde Baumgarten ein Dachdecker, ein Fleischer, ein Friseur, zwei Gastwirte, zwei Gemischtwarenhändler, ein Kino, ein Schmied, ein Schneider, ein Schuster, ein Spengler, ein Tischler, drei Viktualienhändler, ein Zimmermeister und mehrere Landwirte ansässig.
Mit 1. Jänner 1967 wurde im Zuge der Niederösterreichischen Kommunalstrukturverbesserung die bis dahin selbständige Gemeinde Freundorf nach Baumgarten am Tullnerfelde eingemeindet, ehe ein Jahr später die Gemeinden Baumgarten am Tullnerfelde und Judenau zu Judenau-Baumgarten fusionierten.

## Persönlichkeiten
- Josef Keiblinger (1910–1968), Kaufmann, Bürgermeister von Tulln und Abgeordneter zum Landtag, wurde hier geboren